# Naomi Sequeira
Naomi Sequeira (n. el 29 de diciembre de 1994) es una actriz, modelo, presentadora y cantante australiana. Fue coanfitriona del programa Hanging with Adam & Naomi de Disney Chanel junto a Adam Roberts e interpreta a Tara Crossley en la serie británica Las Crónicas de Evermoor.

## Carrera

### 2008 - presente: Disney Channel
Naomi fue descubierta en una audición para presentadora de Disney Channel. Según un episodio de Hanging With Adam & Naomi, Disney Channel la eligió después de ver viejas audiciones cuando participó en You're A Natural, un programa de televisión para niños. Le ofrecieron la oportunidad, lo cual ella aceptó.

### 2013 - presente: Carrera musical
Fue descubierta por Nathan Eshman a través de Youtube. Ella estrenó su primer single, Edge Of The Sun en Australia y Nueva Zelanda.
Naomi además fue nominada por los ASTRA Award en 2014 por "Celebridad Femenina Favorita".

### 2014 - 2016: Evermoor
Naomi interpreta a Tara Crossley en Las Crónicas de Evermoor en Disney Channel, filmada en Inglaterra y es vista en más de 160 países.

## Filmografía
| Año  | Título   | Rol    | Notas        |
| ---- | -------- | ------ | ------------ |
| 2012 | Shoebox  | Emily  | Cortometraje |
| 2017 | Rip Tide | Chicka |              |

| Año       | Título   | Rol           | Notas           |
| --------- | -------- | ------------- | --------------- |
| 2014      | Rake     | May           | 1 episodio      |
| 2014–2016 | Evermoor | Tara Crossley | Papel principal |

## Premios y nominaciones
| Año  | Premios      | Categoría                              | Nominado(s)                                | Resultado | Ref.  |
| ---- | ------------ | -------------------------------------- | ------------------------------------------ | --------- | ----- |
| 2014 | ASTRA Awards | Celebridad Favorita Femenina           | Naomi Sequeira - Hanging with Adam & Naomi | Nom       | [ 4 ] |
| 2015 | ASTRA Awards | La más Outstanding Anfitriona Femenina | Naomi Sequeira - Hanging with Adam & Naomi | Nom       | [ 5 ] |